# World RX de Bélgica

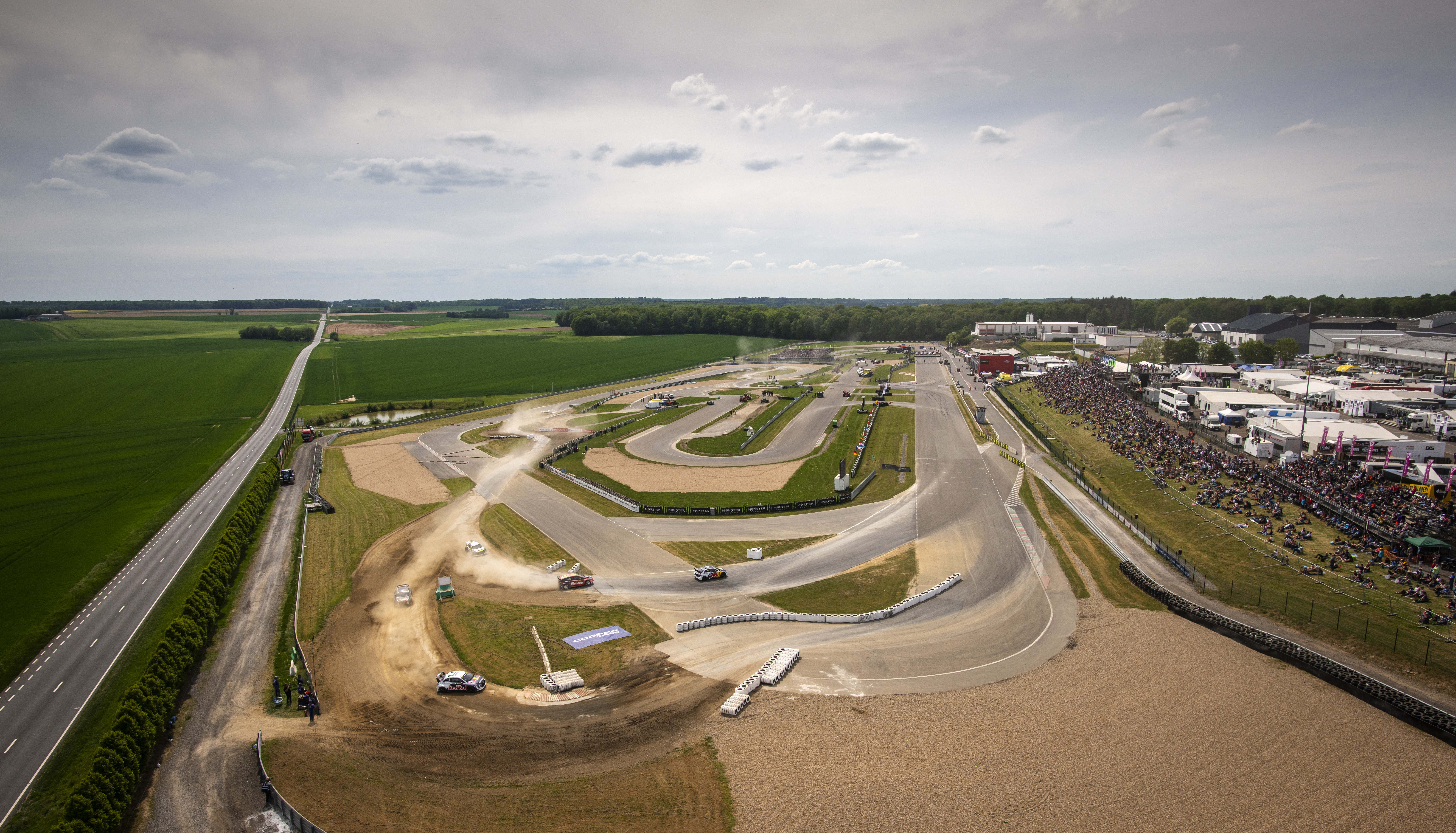
Circuito de Jules Tacheny Mettet.

El World RX de Bélgica es un evento de Rallycross en Bélgica válido para el Campeonato Mundial de Rallycross. La carrera se celebró por primera vez en la temporada 2014, en el Circuito Jules Tacheny Mettet en la localidad de Mettet, en provincia de Namur. A partir de la temporada 2019, el evento se celebra en el Circuito de Spa-Francorchamps y pasó a llamarse Spa World RX de Benelux.

## Ganadores

### Ganadores (pilotos)
| # | Piloto               | Victorias | Años       |
| - | -------------------- | --------- | ---------- |
| 1 | Toomas Heikkinen     | 2         | 2014, 2015 |
| 1 | Johan Kristoffersson | 2         | 2017, 2021 |
| 2 | Mattias Ekström      | 1         | 2016       |
| 2 | Sébastien Loeb       | 1         | 2018       |
| 2 | Timur Timerzyanov    | 1         | 2019       |

### Ganadores (constructores)
| # | Constructor | Victorias | Años             |
| - | ----------- | --------- | ---------------- |
| 1 | Volkswagen  | 3         | 2014, 2015, 2017 |
| 2 | Audi        | 2         | 2016, 2021       |
| 3 | Peugeot     | 1         | 2018             |
| 3 | Hyundai     | 1         | 2019             |

### Por año
| 2014 | Anton Marklund       | Johan Kristoffersson | Reinis Nitišs        | Timmy Hansen         | Johan Kristoffersson | Petter Solberg       | Toomas Heikkinen     |
| 2015 | Mattias Ekström      | Timmy Hansen         | Johan Kristoffersson | Johan Kristoffersson | Toomas Heikkinen     | Per-Gunnar Andersson | Toomas Heikkinen     |
| Año  | Ganador Qualifying 1 | Ganador Qualifying 2 | Ganador Qualifying 3 | Ganador Qualifying 4 | Ganador Semifinal 1  | Ganador Semifinal 2  | Ganador Final        |
| 2016 | Sébastien Loeb       | Mattias Ekström      | Mattias Ekström      | Petter Solberg       | Mattias Ekström      | Petter Solberg       | Mattias Ekström      |
| 2017 | Petter Solberg       | Johan Kristoffersson | Johan Kristoffersson | Johan Kristoffersson | Timmy Hansen         | Petter Solberg       | Johan Kristoffersson |
| 2018 | Petter Solberg       | Mattias Ekström      | Timmy Hansen         | Mattias Ekström      | Johan Kristoffersson | Sébastien Loeb       | Sébastien Loeb       |
| 2019 | Andreas Bakkerud     | Lian Doran           | Andreas Bakkerud     | Timmy Hansen         | Andreas Bakkerud     | Joni Wiman           | Timur Timerzyanov    |
| 2021 | Kevin Abbring        | Johan Kristoffersson | Niclas Grönholm      | Kevin Abbring        | Timmy Hansen         | Johan Kristoffersson | Johan Kristoffersson |